# Roemeria argemone
Pour les articles homonymes, voir Pavot (plante) et Pavot (homonymie).
Pavot argémone, Coquelicot argémone
Espèce
Roemeria argemone (anc. Papaver argemone), le Pavot argémone ou Coquelicot argémone, est une espèce de plantes à fleurs de la famille des Papavéracées. C'est une plante annuelle originaire d'Afrique du Nord et d'Eurasie, mais qui a été introduite ailleurs comme plante d'ornement.
Elle est présentée au Conservatoire national des plantes à parfum, médicinales, aromatiques et industrielles.

## Nomenclature, étymologie
L’espèce fut d’abord décrite par Carl Linné en 1753, sous le nom de Papaver argemone, dans Species Plantarum 1: 506–507.
En 1988, trois chercheurs espagnols, C. Morales, R. Mendoza & Romero García, proposent une réévaluation taxonomique de Papaver argemone L.. Ils s'interrogent sur la pertinence de son inclusion dans le genre Papaver et explorent la possibilité de le reclasser dans un autre genre, en s'appuyant sur des critères morphologiques, cytologiques et palynologiques. L'étude repose sur une analyse comparative de plusieurs caractéristiques de morphologie (la capsule de P. argemone est oblongue et hérissée, contrastant avec les capsules lisses et globuleuses typiques du genre Papaver), cytologique (le nombre de chromosomes diffère de celui de nombreuses espèces de Papaver) et palynologique (les grains de pollen de P. argemone sont plus petits et présentent une ornementation distincte). Sur la base de ces données, les auteurs proposent de reclasser Papaver argemone dans le genre Roemeria, sous le nom de Roemeria argemone (L.) C.Morales, R.Mend. & Romero García.
Le nom de genre Roemeria est dédié à Johann Jacob Roemer (1763-1819), médecin, botaniste et entomologiste suisse, qui a exercé à Zurich.
L’épithète spécifique argemone vient du grec αργεμώνη – argemôné renvoyant Dioscoride, 2, 177 sur l'espèce Papaver argemone, plante employée pour guérir les taies oculaires (André).

## Synonymes
Selon POWO, il existe 27 synonymes dont 2 homotypiques
- Cerastites macrocephalus Gray dans Nat. Arr. Brit. Pl. 2 : 705 (1821 publ. 1822), nom. superfl.
- Papaver argemone L. dans Sp. Pl. : 506 (1753)

## Distribution, habitat

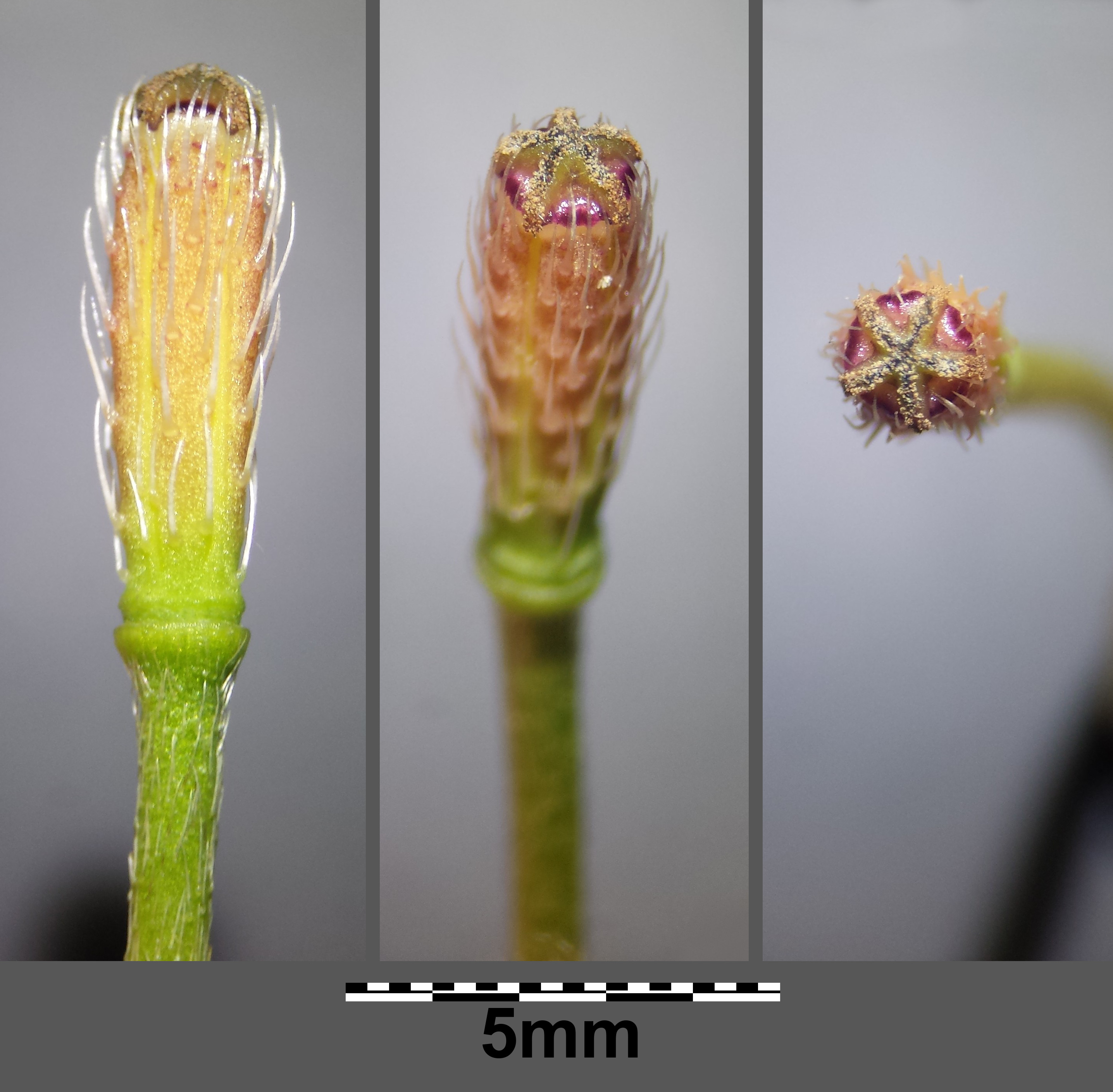
Ovaire formé de 5 carpelles soudés, terminés par le plateau stigmatique,
donnant la capsule hérissée caractéristique

Selon POWO, l’aire de répartition naturelle de cette espèce s’étend des îles Canaries, et de l’Europe au pourtour de la Méditerranée. Elle est donc originaire des Iles Canaries, de l’Europe occidentale aux Pays Balte, la Suède, la Biélorussie, l’Ukraine ainsi que la Turquie, la Syrie, le Liban, Israël, l’Égypte, l’Algérie et le Maroc.
Elle a été introduite en Norvège, Finlande, et dans quelques États des États-Unis et d’Australie où elle s’est naturalisée.
Elle pousse dans les champs cultivés, sur les terrains perturbés.

## Description
Roemeria argemone est une plante annuelle, assez mollement velue, atteignant la taille de 50 cm de hauteur, aux tiges simples ou ramifiées, recouvertes de poils épineux rigides.
Les feuilles bi-tripennatipartites, à lobes lancéolés-linéaires, les caulinaires sessiles.
Les fleurs sont d’un rouge vif, assez petites, de 2 à 5,5 cm de diamètre. Les 2 sépales peu velus qui couvrent le bouton floral, sont caducs. Les 4 pétales sont rouge vif, parfois avec une tache basale foncée, noirâtre. Les nombreuses étamines ont des filets aplatis, dilaté dans le haut et deux sacs polliniques divergents, courbés latéralement, attaché au filet par le dos. Au sommet du pistil se trouvent de 4 à 6 stigmates, sur un disque sinué, non lobé.

La floraison se déroule de mai à septembre.
Le fruit est une capsule oblongue, en massue, atténués à la base, hérissée, au moins au sommet, de soies arquées-dressées.
Il existe une variété à petites fleurs, à petites capsules, oblongue, non en massue, à soies dressées (Papaver micranthum Bor.).
Dans son aire de répartition naturelle, le Roemeria argemone est un complexe de cinq sous-espèces diploïdes, tétraploïdes et hexaploïdes (J. W. Kadereit, 1986, 1990).

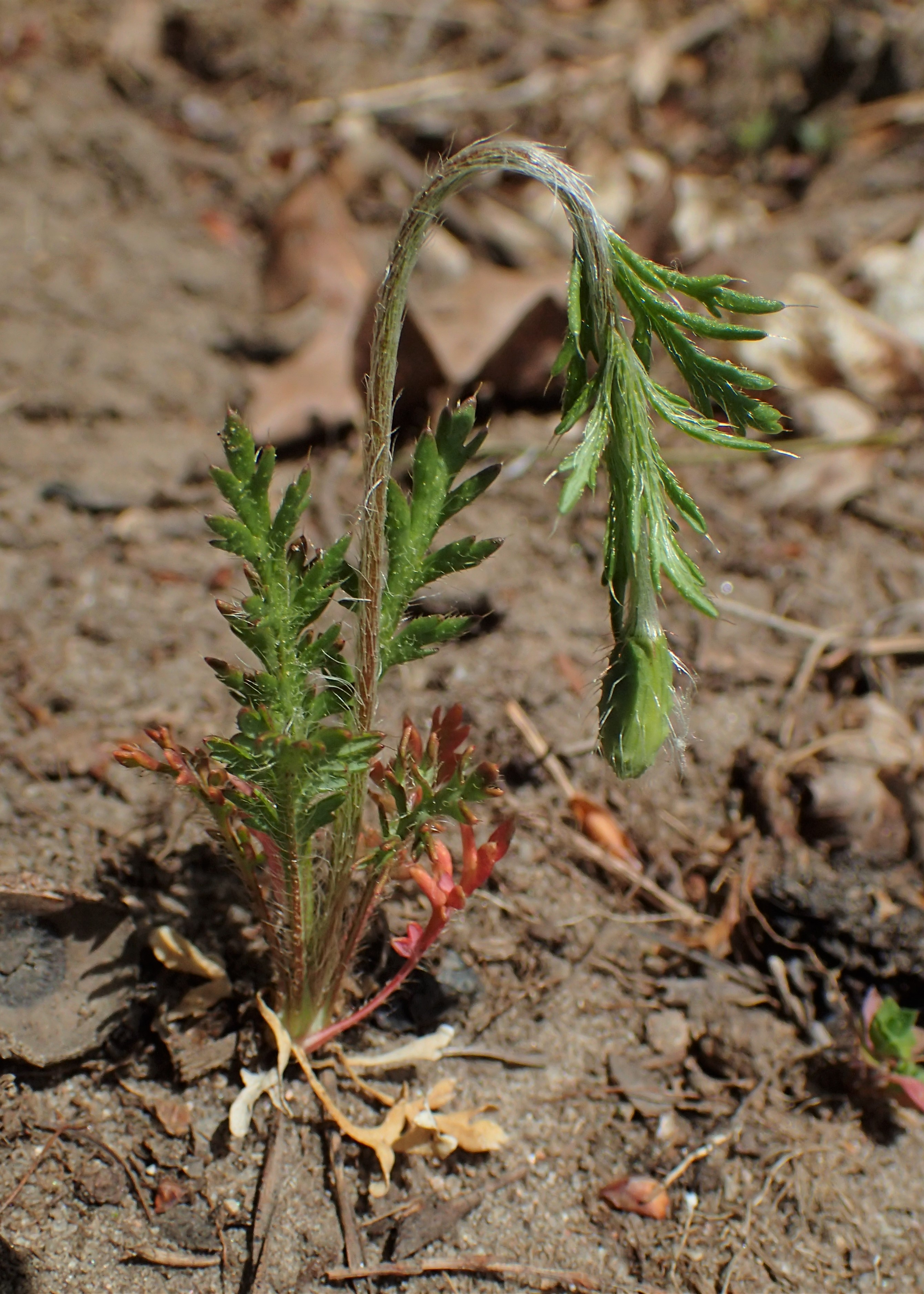
Papaver argemone, Pologne
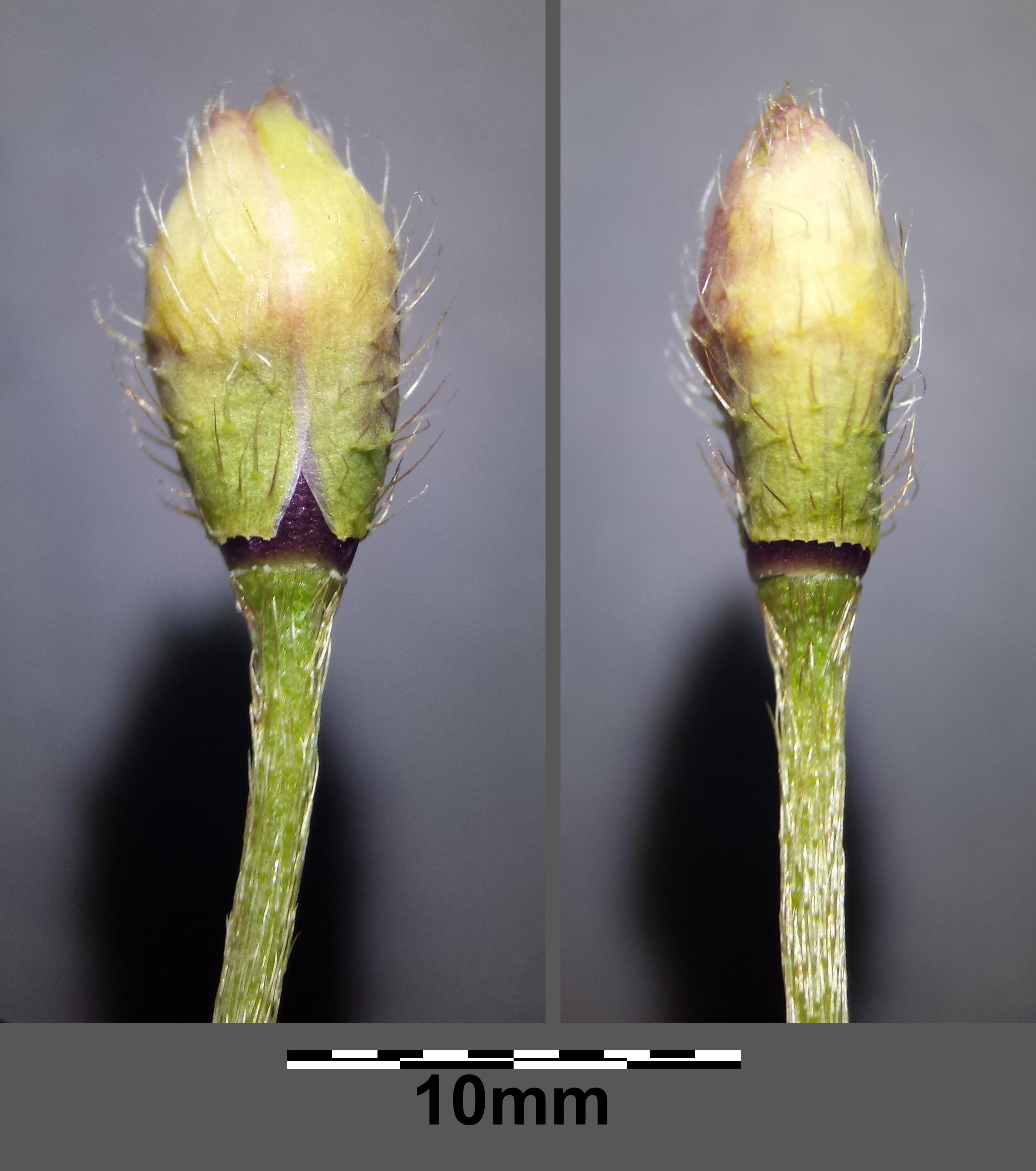
Bouton floral, couvert par les 2 sépales caducs
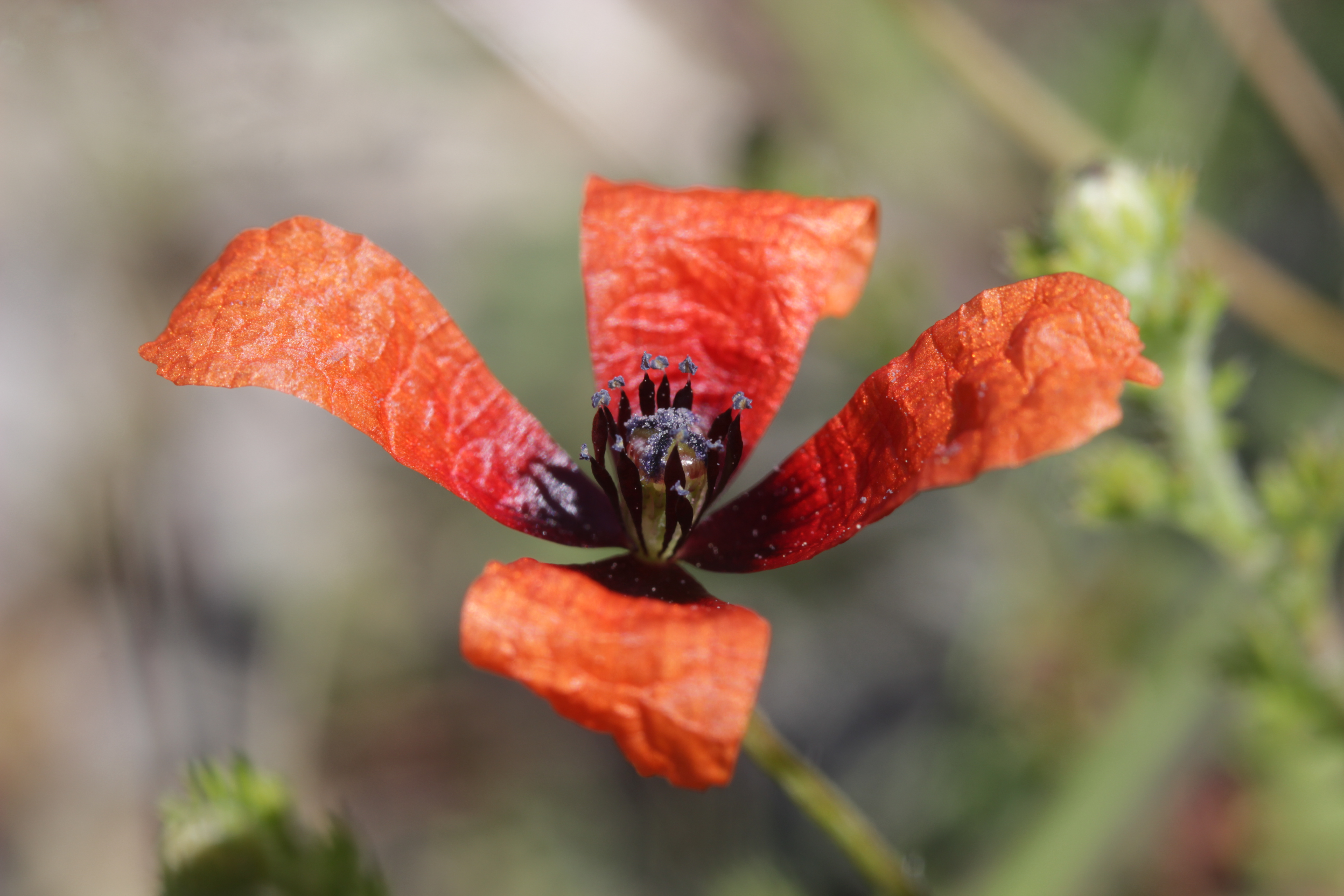
Fleur, 4 pétales rouges, nombreuses étamines, entourant le pistil
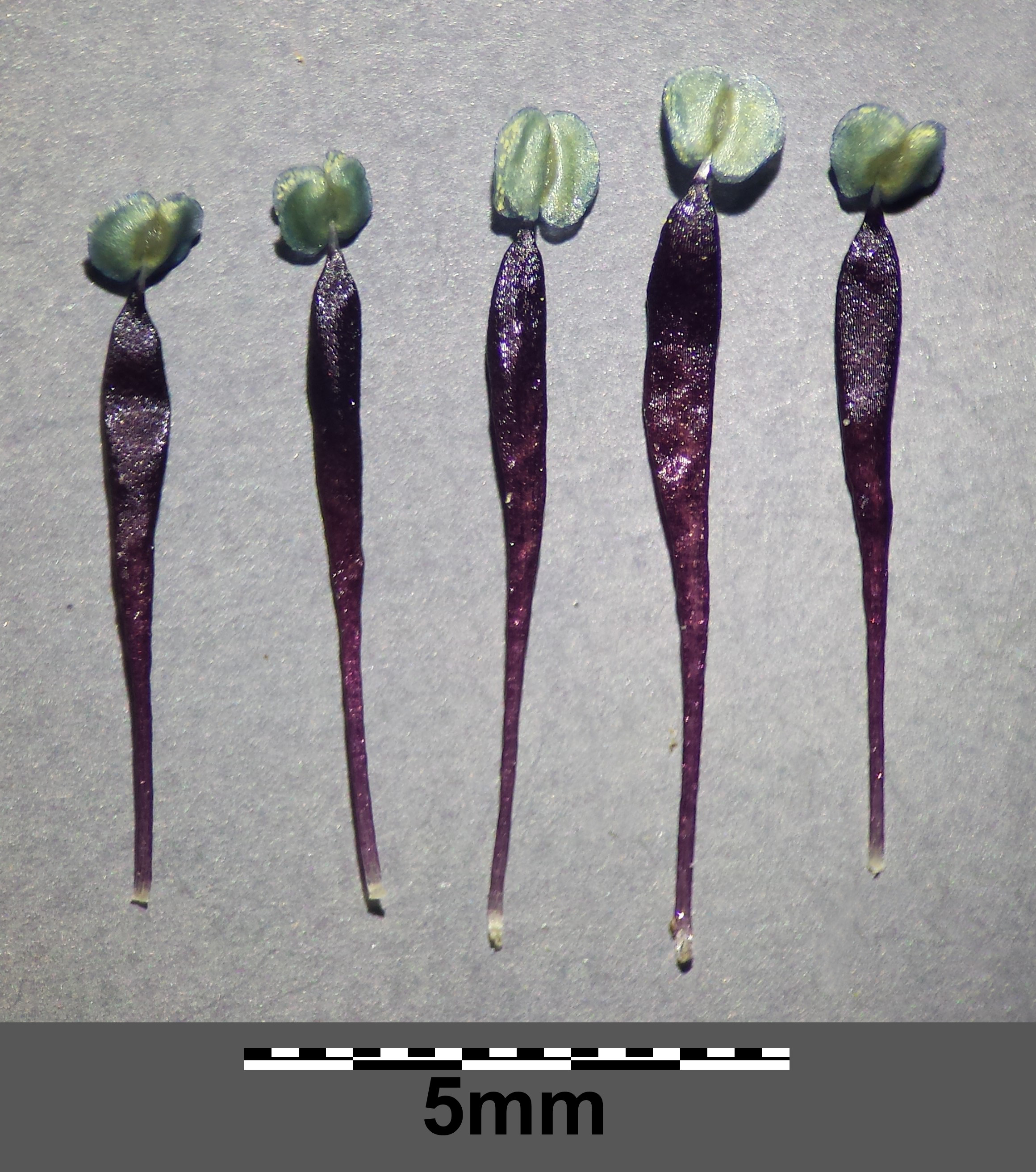
Étamines, haut du filet élargi, sacs polliniques courbés
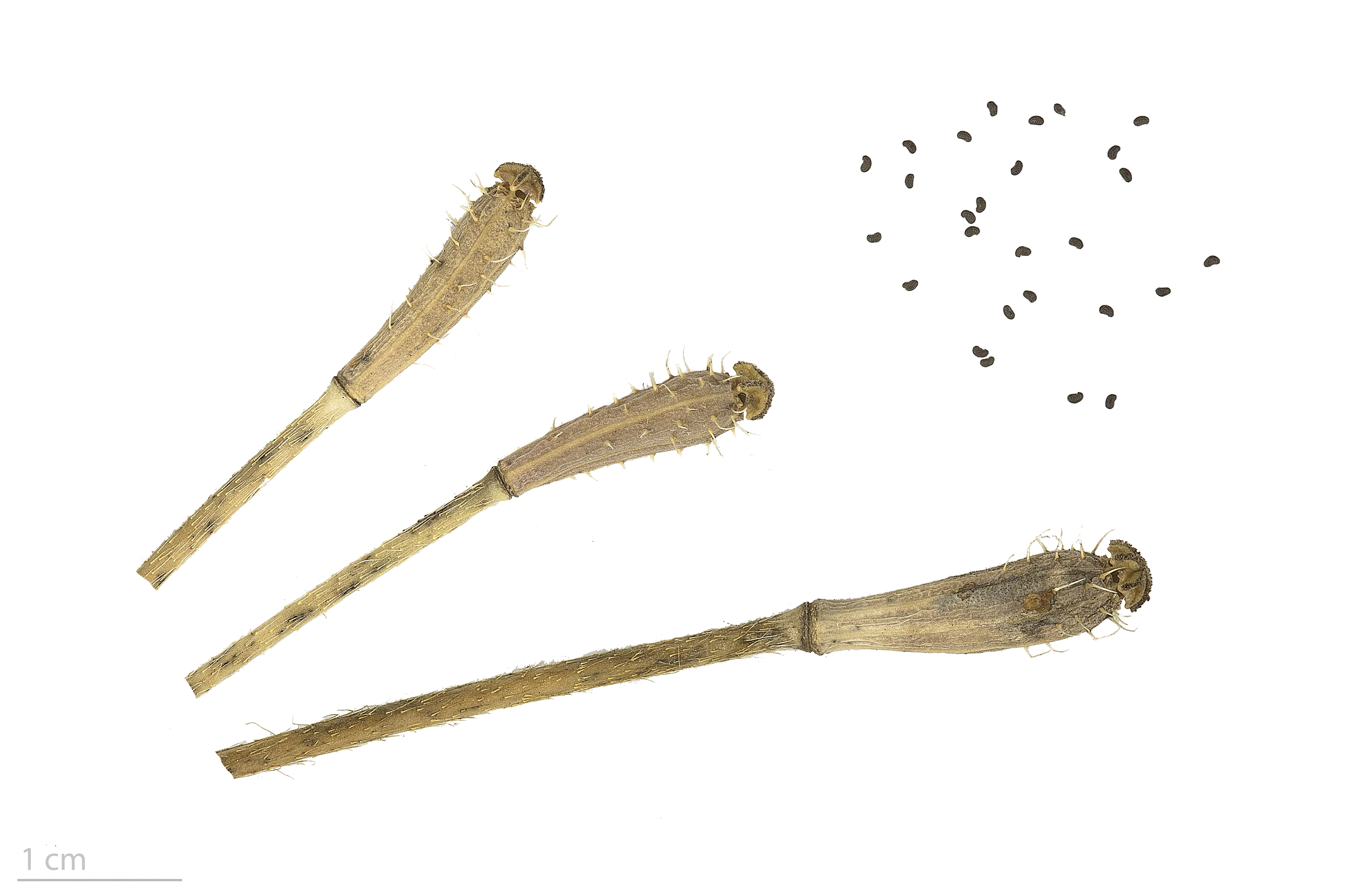
Capsules, graines
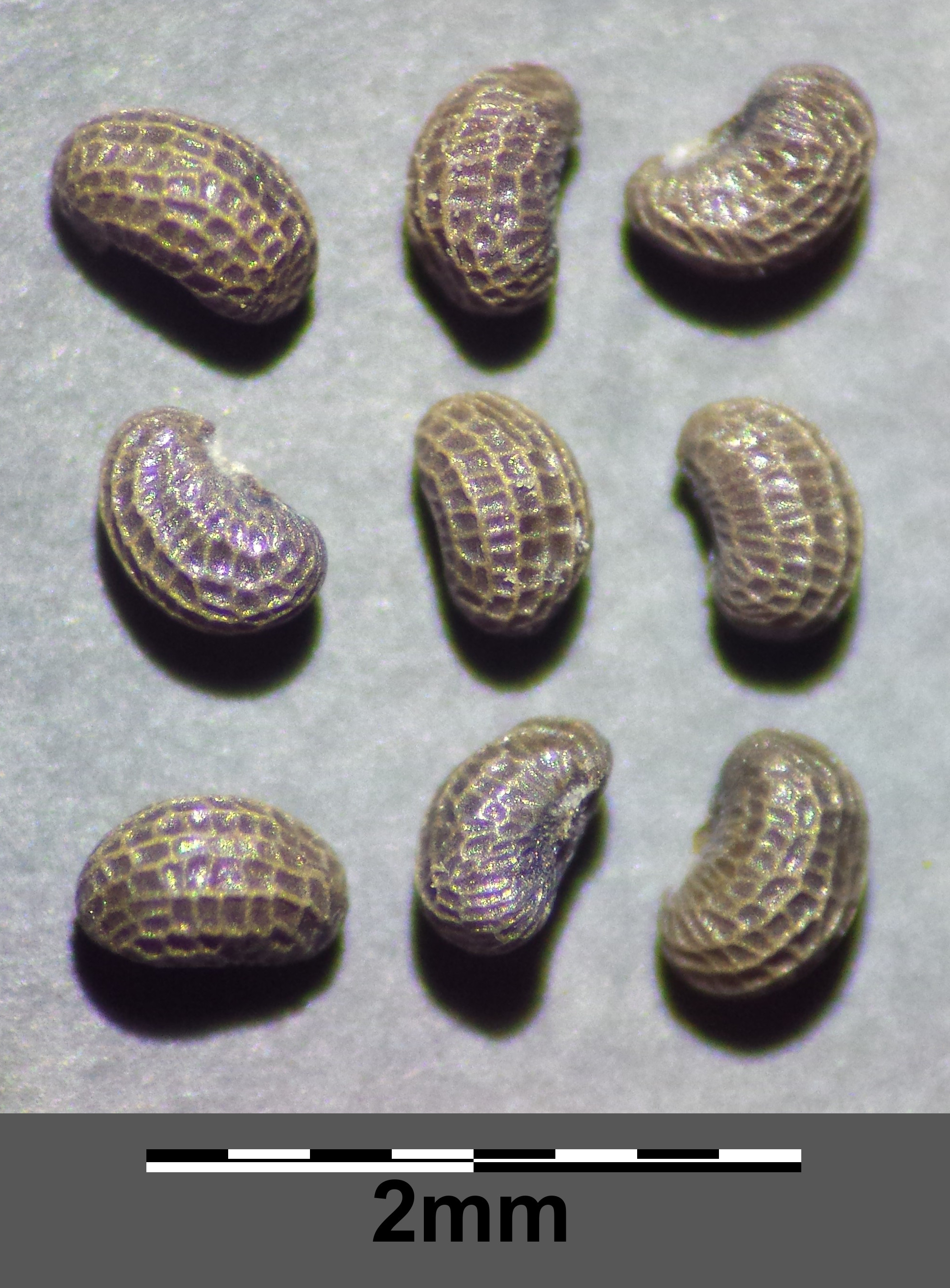
Graines

## Statut de protection
L'espèce figure sur la liste rouge des plantes de Suisse.

## Utilisations
Le pavot argémone a été utilisé comme plante médicinale. 
Au Ier siècle, Dioscoride donne dans MM, gr II, 177, une description morphologique précise permettant d'identifier la plante et indique:
II, 177 « άργεμώνη - argemôné : Il efface les taches blanches sur la cornée oculaire et les opacités nuageuses dans les yeux et quand on applique les feuilles en cataplasme, soulage les inflammations ».
Dans les herbiers médicaux médiévaux en latin, la plante est décrite comme la plante des yeux et souvent confondue avec l’agrimoine (Agrimonia eupatoria). Au XVIe siècle, Mattioli (1500-1577) fournit une description morphologique soigneuse, accompagnée de planches gravées fort utiles pour identifier l’espèce, mais ses indications thérapeutiques continuent d’être reprises de Dioscoride.
Dans les siècles suivants, elle s’est peu à peu éclipsée des pharmacopées européennes modernes. Aux XXe – XXIe siècles, elle n’est pas reconnue par les pharmacopées officielles.